# João Lobo Teixeira de Barros
João Lobo Teixeira de Barros CvTE • MOVM • ComA • MOBS • MOCE (11 de Abril de 1822 - ?) foi um militar português.

## Família
Filho de António Lobo Teixeira de Barros Barbosa e de sua mulher Inácia Delfina Pereira Caldas Bacelar de Vasconcelos e irmão do 1.º Barão de Provesende.

## Biografia
General de Divisão da Arma de Infantaria, Fidalgo Cavaleiro da Casa Real, Comendador da Ordem Militar de Avis, Cavaleiro da Ordem Militar da Torre e Espada, do Valor, Lealdade e Mérito, concecorado com a Medalha de Ouro de Bons Serviços, a Medalha de Ouro de Valor Militar e a Medalha de Ouro de Comportamento Exemplar.

## Casamento
Casou a 30 de Setembro de 1871 com Maria Constança Carneiro Ferreira Girão (15 de Abril de 1821 - ?), sobrinha materna e prima em segundo grau do 1.º Visconde de Vilarinho de São Romão e irmã do 2.º Visconde de Vilarinho de São Romão, da qual foi segundo marido, sem geração.